# Liste der Nummer-eins-Hits in Indien (2021)
Diese Liste der Nummer-eins-Hits basiert auf den offiziellen Charts der IMI, der indischen Landesgruppe der IFPI, im Jahr 2021. Die Charts wurden erstmals für die 24. Woche (11.–17. Juni) veröffentlicht. Sie basieren vollständig auf Streaming und berücksichtigen keine Titel in indischer Sprache.

## Singles
| | Liste der Nummer-eins-Hits in Indien (International Singles) | Liste der Nummer-eins-Hits in Indien (International Singles) | Liste der Nummer-eins-Hits in Indien (International Singles) | 2022 →                    |
| \| Zeitraum \| Wo. ges. \| Interpret \| Titel Autor(en) \| Zusätzliche Informationen \| \| (Zeitraum, Wochen auf Platz eins, Interpret, Titel, Autor[en], zusätzliche Informationen) \| \| \| \| \| \| ----------------------------------------------------------------------------------------- \| -------- \| ---------------------------- \| --------------------------------------------------------------------------------------------------------------------------------------------------------------------- \| ------------------------- \| \| 24.–27. Woche 4 Wochen \| 4 \| BTS \| Butter Jenna Lauren A. E. Andrews, Alexander Joshua Bilowitz, Sebastian Garcia, Robert Francis Grimaldi, Stephen Kirk, Kim Nam-Joon, Ron Perry \| – \| \| 28.–32. Woche 5 Wochen \| 5 \| BTS \| Permission to Dance Edward Christopher Sheeran, Johnny McDaid, Jenna Andrews, Steven McCutcheon \| – \| \| 33.–38. Woche 6 Wochen (insgesamt 7) \| 7 \| The Kid Laroi, Justin Bieber \| Stay Charlton Kenneth Jeffrey Howard, Justin Drew Bieber, Blake Slatkin, Charlie Puth, Magnus August Høiberg, Michael Mulé, Isaac De Boni, Omer Fedi, Subhaan Rahmaan \| – \| \| 39.–52. Woche 14 Wochen \| 14 \| CKay feat. Axel & DJ Yo \| Love Nwantiti Chukwuka Chukwuma Ekweani \| – \| |                                                              |                                                              | |                           |
| |                                                              |                                                              | | → 2022 →                  |
| Zeitraum | Wo. ges.                                                     | Interpret                                                    | Titel Autor(en) | Zusätzliche Informationen |
| (Zeitraum, Wochen auf Platz eins, Interpret, Titel, Autor[en], zusätzliche Informationen) |                                                              |                                                              | |                           |
| 24.–27. Woche 4 Wochen | 4                                                            | BTS                                                          | Butter Jenna Lauren A. E. Andrews, Alexander Joshua Bilowitz, Sebastian Garcia, Robert Francis Grimaldi, Stephen Kirk, Kim Nam-Joon, Ron Perry                        | –                         |
| 28.–32. Woche 5 Wochen | 5                                                            | BTS                                                          | Permission to Dance Edward Christopher Sheeran, Johnny McDaid, Jenna Andrews, Steven McCutcheon                                                                       | –                         |
| 33.–38. Woche 6 Wochen (insgesamt 7) | 7                                                            | The Kid Laroi, Justin Bieber                                 | Stay Charlton Kenneth Jeffrey Howard, Justin Drew Bieber, Blake Slatkin, Charlie Puth, Magnus August Høiberg, Michael Mulé, Isaac De Boni, Omer Fedi, Subhaan Rahmaan | –                         |
| 39.–52. Woche 14 Wochen | 14                                                           | CKay feat. Axel & DJ Yo                                      | Love Nwantiti Chukwuka Chukwuma Ekweani | –                         |